# Ericentrodea
Ericentrodea é um género botânico pertencente à família Asteraceae.
Contém as seguintes espécies:
- Ericentrodea homogama